# Muhlenbergia peruviana
Muhlenbergia peruviana är en gräsart som först beskrevs av Ambroise Marie François Joseph Palisot de Beauvois, och fick sitt nu gällande namn av Ernst Gottlieb von Steudel. Muhlenbergia peruviana ingår i släktet muhlygräs, och familjen gräs. Inga underarter finns listade i Catalogue of Life.